# Araiophos gracilis
Araiophos gracilis là một loài cá vây tia thuộc chi Araiophos. Loài này có ở Thái Bình Dương.